# Gran Premio de la República 1935
La cuarta edición del Gran Premio de la República Eibar-Madrid-Eibar se disputó del 13 de abril al 16 de abril de 1935, con un recorrido de 826 kilómetros, dividido en cuatro etapas con inicio y fin en Éibar.
Estaba prevista la disputa de cinco etapas, en un recorrido total de 1199 km, desde el 13 hasta el 18 de abril:
- 1ª etapa: Éibar-Burgos, 288km.
- 2ª etapa: Burgos-Madrid, 242km.
- Día de descanso en Madrid.
- 3ª etapa: Madrid-Zaragoza, 316km.
- 4ª etapa: Zaragoza-Pamplona, 178Km.
- 5ª etapa: Pamplona-Éibar, 171Km.

A última hora la organización tomó la decisión de cambiar el recorrido y el número de etapas por dificultades económicas.

## Participantes
Tomaron parte corredores de los equipos Orbea, BH y GAC, así como corredores independientes.